# سولومون لافي
سولومون لافي (18 مايو 1886 في المملكة المتحدة - ) (بالإنجليزية: Solomon Levy)‏ هو لاعب كريكت بريطاني.

## وصلات خارجية
- سولومون لافي على موقع إي آس بي آن كريك إنفو (الإنجليزية)